# Hrčeľ
Hrčeľ es un municipio del distrito de Trebišov en la región de Košice, Eslovaquia, con una población estimada a final del año 2024 de 1162 habitantes.
Se encuentra ubicado al este de la región, en la cuenca hidrográfica del río Ondava (afluente del río Bodrog que, a su vez, lo es del Tisza), y cerca de la frontera con la región de Prešov y Hungría.

## Demografía
| Año        | 1994 | 2004    | 2014     | 2024     |
| ---------- | ---- | ------- | -------- | -------- |
| Población  | 777  | 798     | 999      | 1162     |
| Diferencia |      | +2,70 % | +25,18 % | +16,31 % |

| Año        | 2023 | 2024    |
| ---------- | ---- | ------- |
| Población  | 1141 | 1162    |
| Diferencia |      | +1,84 % |